# Roberto Lacorte

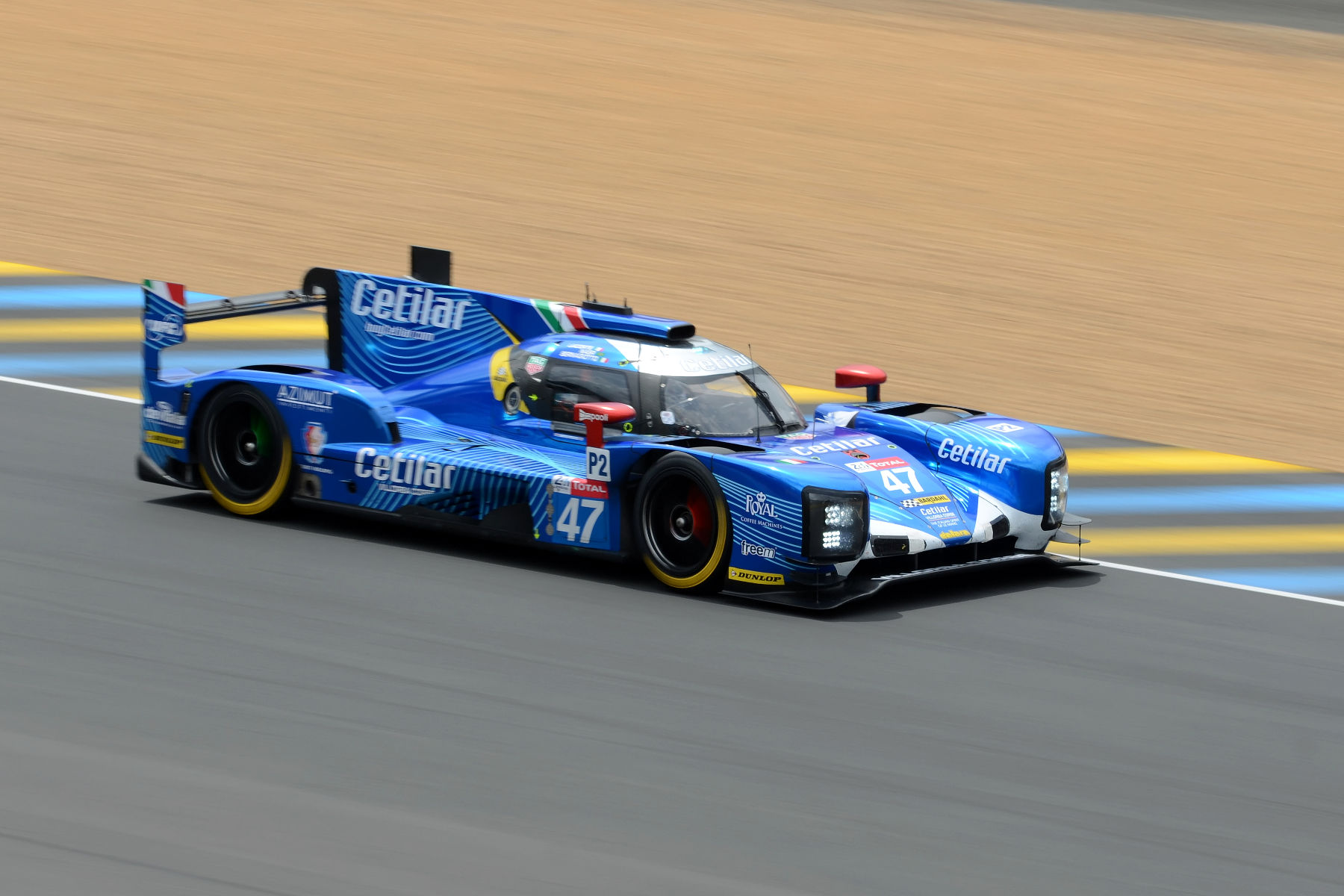
Lacorte su Dallara P217 del Team Cetilar Villorba Corse alla 24 ore di Le Mans 2018

Roberto Lacorte (Pisa, 25 giugno 1968) è un pilota automobilistico e imprenditore italiano.

## Biografia
Lacorte ha studiato economia e commercio all'Università di Pisa. Dopo il servizio militare nella Marina Militare nel 1995-96 nel 2003 è il fondatore con il fratello Andrea Lacorte di Pharmanutra, una società farmaceutica e nutraceutica quotata nel segmento STAR, di cui è vicepresidente e amministratore delegato.
Ha pilotato in diverse serie GT nazionali e ha disputato la sua prima gara internazionale di auto sportive nel 2014 con la gara di 6 Ore di Vallelunga, raggiungendo con Sernagiotto nella Tatuus PY012 il secondo posto assoluto. Con l'inizio della stagione 2015, ha debuttato nella serie europea di Le Mans. Ha guidato le auto da corsa LMP2 di Cetilar Villorba Corse e ha raggiunto il quarto posto nella gara di 4 ore di Monza 2017, il suo miglior piazzamento in questa serie.
Nel 2017, ha concluso al nono posto assoluto al suo debutto alla 24 Ore di Le Mans. Nel 2018 ha concluso la gara al 19º posto nella classifica generale. Di questa partecipazione è stato realizzato un documentario The Italian Spirit of Le Mans, back to 24h, andato in onda su Eurosport Nel 2019, con il team nel frattempo diventato Cetilar Racing, partecipa alla sua terza 24 Ore di Le Mans, chiusa al 18mo posto. Nel 2020, infine, prende parte alla quarta 24 Ore di Le Mans e al FIA WEC, il Mondiale Endurance che ha in Cetilar Racing, in partnership tecnica con AF Corse, l’unica scuderia italiana nell’ambito dei prototipi.
Lacorte è anche un velista: con il Vismara-Mills 62 SuperNikka, varato nel 2015, si aggiudica quattro edizioni, su cinque partecipazioni, della Maxi Yacht Rolex Cup di Porto Cervo, conquistando anche il titolo di Armatore-Timoniere dell’Anno FIV assegnato nel contesto degli Oscar della Vela 2019.  Nel 2020 partecipa e vince la prima edizione del circuito Persico 69F. A dicembre annuncia il lancio del progetto di FlyingNikka, un'imbarcazione lunga 19 metri, dotata di appendici a foil per volare sull'acqua a grandi velocità, che sarà pronta a metà 2022.
Nel 2023 viene chiamato dal team Graff Racing per sostituire François Heriau durante la 24 Ore di Le Mans nella classe LMP2
Nel 2025 disputerà la 24 Ore di Daytona con la Ferrari 296 GT3 di Cetilar Racing. 

## Risultati

### European Le Mans Series
| Anno | Squadra                | Classe | Vettura           | SIL | IMO | RBR | LEC | EST |     | Punti | Pos. |
| ---- | ---------------------- | ------ | ----------------- | --- | --- | --- | --- | --- | --- | ----- | ---- |
| 2015 | Villorba Corse         | LMP3   | Ginetta-Juno LMP3 |     | Rit | 2   | 2   | Rit |     | 36    | 7º   |
| Anno | Squadra                | Classe | Vettura           | SIL | IMO | RBR | LEC | SPA | EST | Punti | Pos. |
| 2016 | Villorba Corse         | LMP3   | Ligier JS P3      | Rit | 16  | 12  | 10  | 9   | 8   | 8     | 23º  |
| Anno | Squadra                | Classe | Vettura           | SIL | IMO | RBR | LEC | SPA | POR | Punti | Pos. |
| 2017 | Cetilar Villorba Corse | LMP2   | Dallara P217      | 6   | 5   | NC  | 10  | 7   | 5   | 35    | 14º  |
| Anno | Squadra                | Classe | Vettura           | LEC | IMO | RBR | SIL | SPA | POR | Punti | Pos. |
| 2018 | Cetilar Villorba Corse | LMP2   | Dallara P217      | 14  | 9   | 11  | 13  | 10  | 11  | 4.5   | 25º  |

### Campionato del mondo endurance
| Anno    | Squadra                | Classe   | Vettura             | SIL | SPA | LMS | NÜR | MEX | COA | FUJ | SHA | BHR | Punti | Pos. |
| ------- | ---------------------- | -------- | ------------------- | --- | --- | --- | --- | --- | --- | --- | --- | --- | ----- | ---- |
| 2017    | Cetilar Villorba Corse | LMP2     | Dallara P217        |     |     | 7   |     |     |     |     |     |     | 0     | NC   |
| Anno    | Squadra                | Classe   | Vettura             | SPA | LMS | SIL | FUJ | SHA | SEB | SPA | LMS |     | Punti | Pos. |
| 2018-19 | Cetilar Villorba Corse | LMP2     | Dallara P217        |     | 11  |     |     |     |     |     | 13  |     | 0     | NC   |
| Anno    | Squadra                | Classe   | Vettura             | SIL | FUJ | SHA | BHR | COA | SPA | LMS | BHR |     | Punti | Pos. |
| 2019-20 | Cetilar Racing         | LMP2     | Dallara P217        | 6   | 7   | 7   | 8   | 8   | 5   | 5   | 6   |     | 72    | 12º  |
| Anno    | Squadra                | Classe   | Vettura             | SPA | ALG | MNZ | LMS | BHR | BHR |     |     |     | Punti | Pos. |
| 2021    | Cetilar Racing         | LMGTE Am | Ferrari 488 GTE Evo | 3   | 1   | 10  | Rit |     |     |     |     |     | 54*   | 3º*  |
| Legenda |                        |          |                     |     |     |     |     |     |     |     |     |     |       |      |

* Stagione in corso.

### Campionato IMSA WeatherTech SportsCar
(legenda) (Le gare in grassetto indicano la pole position) (Gare in corsivo indicano Gpv)
| Anno | Squadra        | Classe | Vettura      | 1     | 2   | 3   | 4   | 5   | 6   | 7   | Punti | Pos. |
| ---- | -------------- | ------ | ------------ | ----- | --- | --- | --- | --- | --- | --- | ----- | ---- |
| 2021 | Cetilar Racing | LMP2   | Dallara P217 | DAY 6 | SEB | WGL | WGL | ELK | LGA | PET | 0*    | *    |

* Stagione in corso.

### 24 Ore di Le Mans
| Anno | Classe   | №  | Gomme | Vettura                                          | Squadra                       | Co-piloti                           | Giri | Pos. Assol. | Pos. di classe |
| ---- | -------- | -- | ----- | ------------------------------------------------ | ----------------------------- | ----------------------------------- | ---- | ----------- | -------------- |
| 2017 | LMP2     | 47 | D     | Dallara P217 Gibson GK428 4.2L V8                | Cetilar Villorba Corse        | Andrea Belicchi Giorgio Sernagiotto | 353  | 9º          | 7º             |
| 2018 | LMP2     | 47 | D     | Dallara P217 Gibson GK428 4.2L V8                | Cetilar Villorba Corse        | Felipe Nasr Giorgio Sernagiotto     | 342  | 19º         | 11º            |
| 2019 | LMP2     | 47 | D     | Dallara P217 Gibson GK428 4.2L V8                | Cetilar Racing Villorba Corse | Andrea Belicchi Giorgio Sernagiotto | 352  | 18º         | 13º            |
| 2020 | LMP2     | 47 | M     | Dallara P217 Gibson GK428 4.2L V8                | Cetilar Villorba Corse        | Andrea Belicchi Giorgio Sernagiotto | 363  | 14º         | 11º            |
| 2021 | LMGTE Am | 47 | M     | Ferrari 488 GTE Evo Ferrari F154CB 3.9L V8 Turbo | Cetilar Villorba Corse        | Antonio Fuoco Giorgio Sernagiotto   | 90   | Rit         | Rit            |